# オメヌケ・ムフル
オメヌケ・ムフル（Omenuke Mfulu、1994年3月20日 - ）は、フランス・ポワシー出身のサッカー選手。セグンダ・ディビシオン・UDラス・パルマス所属。ポジションはMF。

## クラブ経歴
ムフルは2013年夏にリールからスタッド・ランスに移籍し、移籍して1年後の2014年1月、ランスとプロ契約を結んだ。2014年11月22日、リーグ・アンのOGCニース戦でトップチームデビュー。翌年5月16日には同リーグのスタッド・レンヌ戦でトップチーム初フル出場を果たした。
レンヌで4年を過ごした後、フランス全国選手権に在籍していたレッドスターFC93に移籍した。
2019年6月17日、エルチェCFに移籍した。エルチェでの1シーズン目はリーグ戦18試合に出場し、プリメーラ昇格に貢献したが、昇格した2020-21シーズンでもリーグ戦20試合出場とレギュラーの座は掴めなかった。
2021年8月2日、セグンダ・ディビシオンのUDラス・パルマスにフリーで移籍し、2年契約を交わした。

## 代表経歴
コンゴ民主共和国出身の両親の下、フランスで生まれた。2020年10月9日、ブルキナファソ代表との親善試合でコンゴ民主共和国代表デビュー。